# Getter Saar
Getter Saar (* 6. Juni 1992 in Kuressaare, Estland) ist eine estnische Badmintonspielerin.

## Karriere
Getter Saar wurde bei den nationalen Titelkämpfen in Estland sowohl 2010 als auch 2011 Dritte im Dameneinzel. Bei den Estonian International kämpfte sie sich durch die Qualifikation und wurde Neunte in der Endabrechnung. 2010 war sie bereits Mitglied des estnischen Teams bei der Badminton-Europameisterschaft.

## Sportliche Erfolge
| Saison | Veranstaltung                  | Disziplin   | Platz | Name        |
| ------ | ------------------------------ | ----------- | ----- | ----------- |
| 2010   | Estland: Einzelmeisterschaften | Dameneinzel | 3     | Getter Saar |
| 2011   | Estland: Einzelmeisterschaften | Dameneinzel | 3     | Getter Saar |
| 2011   | Estonian International         | Dameneinzel | 9     | Getter Saar |